# 노래하는 수녀
노래하는 수녀(Sœur Sourire 또는 Sœur Luc-Gabriel, 1933년 10월 17일 ~ 1985년 3월 29일)는 벨기에의 수녀이자 가수이다. 본명은 잔폴 마리 데케르(Jeanne-Paule Marie Deckers)이다. 노래 Dominique로 유명하다.